# Kuifje
Kuifje ist der Titel der niederländischen bzw. flämischen Ausgabe des belgischen Magazins Tintin. Es erschien vom 26. September 1946 (Auflage der #1: 20.000 Exemplare) bis zum 29. Juni 1993 im wöchentlichen Rhythmus, wobei die Nummerierung jährlich neu mit 1 gestartet wurde.
Gleichzeitig ist Kuifje auch der niederländische Name des Reporters Tim aus Tim und Struppi (frz. Tintin).